# Frederick Eugene Wright
Frederick Eugene Wright (16 de octubre de 1877 - 25 de agosto de 1953) fue un físico óptico y geofísico estadounidense. Fue el segundo presidente de la Sociedad Óptica Estadounidense desde 1918 hasta 1919.

## Biografía
Wright nació en Marquette. Su padre era geólogo del estado. En 1895, su madre llevó a Frederick y sus dos hermanos a Alemania, donde completaría su educación, doctorándose summa cum laude por la Universidad de Heidelberg.
Después de regresar a los Estados Unidos, enseñó en el "Michigan College of Mines" y se convirtió en geólogo asistente del estado de Míchigan. Se mudó a Washington D. C. en 1904, uniéndose al Servicio Geológico de los Estados Unidos. Posteriormente pasó un tiempo dedicado a la exploración de Alaska. En 1906 se incorporó al Instituto Carnegie como miembro de su Laboratorio Geofísico, donde permaneció hasta su jubilación en 1944.
En 1906 conoció a Kathleen Finley, con quien se casó en 1909. Su hija, Mary Helen Wright Greuter (1914-1997), se convirtió en pionera en el estudio de la historia de la ciencia.
Entre sus contribuciones se encuentran estudios sobre los usos militares del vidrio óptico; el estudio de las características físicas de la Luna basado en las propiedades de la luz reflejada; y su trabajo sobre la geología precámbrica de la región del Lago Superior. En el momento de su muerte, se le consideraba la máxima autoridad en geología de la Luna.
Sirvió como secretario de la Academia Nacional de Ciencias de Estados Unidos durante dos décadas. Miembro de la Sociedad Óptica Estadounidense, fue su presidente durante tres años. En 1941 se convirtió en presidente de la Sociedad Mineralógica de los Estados Unidos. También fue miembro de la London Physical Society y de la Academia Estadounidense de las Artes y las Ciencias.

## Premios y distinciones
- Medalla de Servicios Distinguidos, Ejército de los EE. UU., 1946.
- Medalla Roebling, 1952.
- El cráter lunar Wright[3] lleva su nombre, honor compartido con los científicos del mismo apellido William Hammond Wright (1871-1959) y Thomas Wright (1711-1786).

## Escritos publicados
- Fue autor de 140 artículos.
- "The Manufacture of Optical Glass and Optical Systems" (Manufactura de Vidrio Óptico y de Sistemas Ópticos), Departamento de Artillería del Ejércitode los Estados Unidos, Oficina de Imprenta del Gobierno, 1921.